# Rola-turca

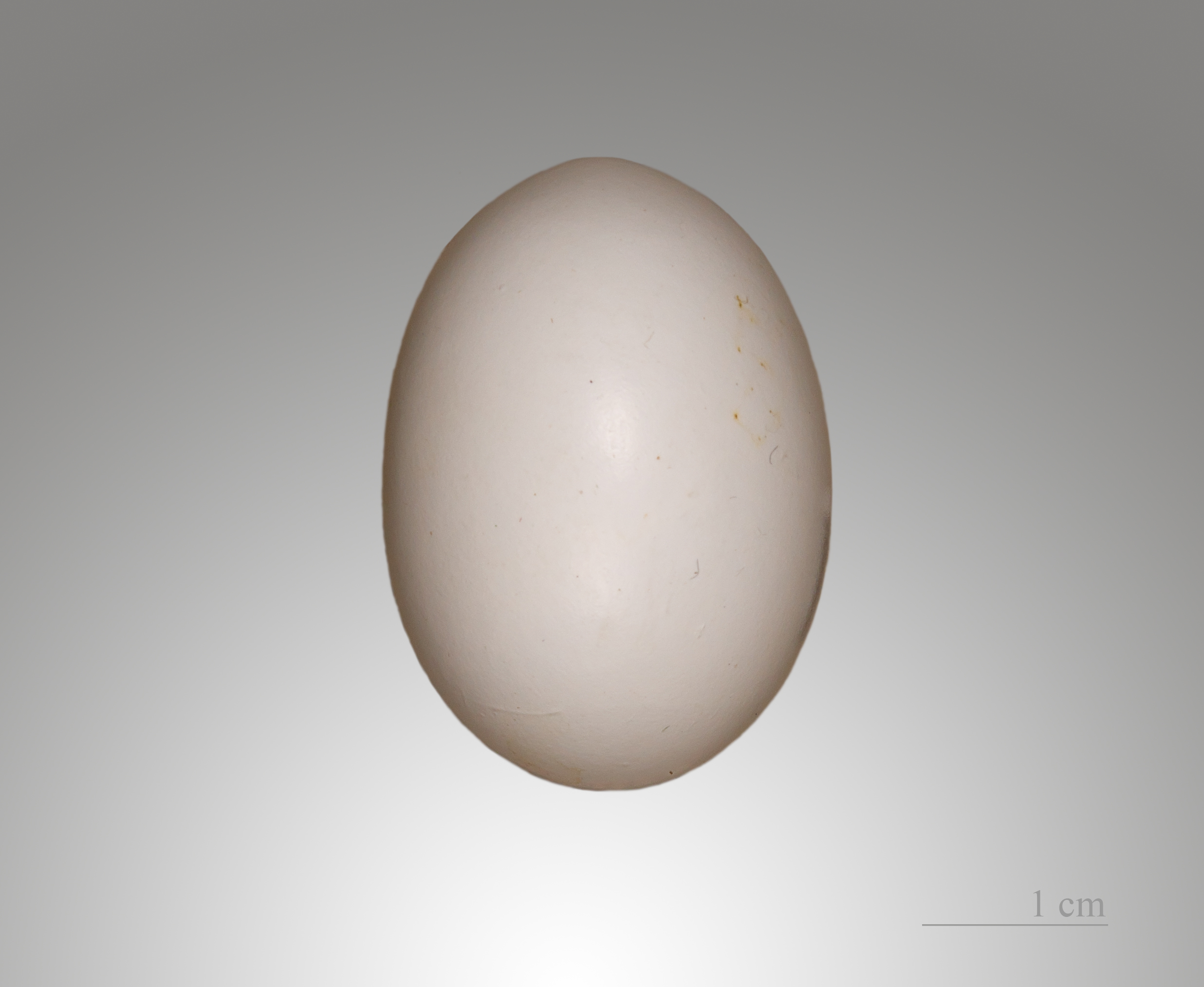
Ovo de Streptopelia decaocto

A rola-turca também conhecida como rola-da-índia e rola-de-colar-euroasiática ou apenas rola-de-colar (Streptopelia decaocto) é uma das grandes colonizadoras do mundo das aves. A sua distribuição original restringia-se a regiões temperadas desde o sudeste da Europa até ao Japão. No entanto, no século XX, esta ave expandiu a sua distribuição ao longo da Europa. Chega a reproduzir-se em regiões como a Escandinávia e a norte do Círculo Polar Ártico. Terá chegado à Península Ibérica apenas em 1960 e a Portugal em 1974. De então para cá tem vindo a expandir-se e a multiplicar-se muito rapidamente.
Comprimento 30–32 cm. Dorso castanho amarelado, cinzento rosado no ventre, liso. Colar preto com rebordo superior branco na metade traseira do pescoço. Asas com rémiges mais escuras. A face inferior da cauda, visível em voo, tem base preta e extremidade grande branca.
Encontra-se em cidades, jardins, no campo, em florestas. Tem um canto característico: tu-tuuu-tu repetido.
Faz o ninho numa plataforma de raminhos, em árvores. Faz até 5 posturas por ano, pondo 2 ovos que demoram 11 a 13 dias a eclodir. Os filhotes começam a comer sozinhos a partir das 3 semanas de vida.
É também conhecida no Brasil, onde tem o nome de rolinha-portuguesa, pomba-burguesa ou apenas burguesa, sendo uma espécie introduzida.